# Adrian Fenty
Adrian Malik Fenty, né le 7 décembre 1970 à Washington D.C., est un homme politique américain, membre du Parti démocrate et maire du district de Columbia du 2 janvier 2007 au 2 janvier 2011.

## Biographie
Élu au Conseil du district de Columbia en 2000 et réélu en 2004, Adrian Fenty est élu comme sixième maire du district de Columbia le 7 novembre 2006. Il entre en fonction le 2 janvier 2007 et est alors, à 36 ans, le second plus jeune maire élu des États-Unis, après Luke Ravenstahl, de Pittsburgh.
Lors des primaires démocrates organisées en septembre 2010, il est battu par Vincent C. Gray, qui remporte l'élection le 2 novembre suivant.